# Agrostis divaricata
Agrostis divaricata é uma espécie de gramínea do gênero Agrostis, pertencente à família Poaceae.